# Saint-Jean-de-Brébeuf
Saint-Jean-de-Brébeuf es un municipio canadiense situado en la provincia de Quebec.

## Superficie
Saint-Jean-de-Brébeuf tiene una superficie de 79,15 km².

## Demografía
En 2021, tenía 351 habitantes, una densidad poblacional de 4,4 hab./km², y 171 viviendas.